# Antoni Kuryłłowicz
Antoni Kuryłłowicz (ur. 1876, zm. 18 czerwca 1954 w Grodnie) – polski ksiądz rzymskokatolicki i działacz społeczny związany z Grodnem.

## Życiorys
Urodził się w roku 1876 w Wierchdubie-Morozik (lit. Dubas, Litwa). W 1896 wstąpił do Wyższego Seminarium Duchownego w Wilnie. Po czterech latach nauki otrzymał święcenia kapłańskie. Rozpoczął posługę jako wikariusz parafii św. Rafała w Śnipiszkach. Po śmierci proboszcza pełnił tę funkcję. W 1906 decyzją biskupa został skierowany na studia z zakresu teologii i filozofii do Institut Catholique w Paryżu. Po obronie pracy pt. „Prawo narodów podczas wojny z punktu widzenia moralnego” otrzymał tytuł doktora filozofii scholastycznej. W 1909 został proboszczem w Starych Trokach k. Wilna, a w marcu 1910 proboszczem parafii pobernardyńskiej (Znalezienia Krzyża Świętego) w Grodnie. Równocześnie pełnił funkcję prefekta w grodzieńskich szkołach średnich.
W okresie okupacji niemieckiej kierował sekcją dobroczynną Komitetu Obywatelskiego (1915–1919). Zasiadał w zarządzie okręgowym Polskiej Macierzy Szkolnej. Przez długie lata był przewodniczącym Rady Miejskiej Grodna.
W dwudziestoleciu międzywojennym i w czasie II wojny światowej był proboszczem parafii Znalezienia Krzyża Świętego, dziekanem w Grodnie oraz dyrektorem szkoły bernardyńskiej w Grodnie. W 1939 nadano mu godność kanonika honorowego kapituły bazyliki metropolitalnej wileńskiej.
W 1942 w grupie kilku innych księży z Grodna został aresztowany przez gestapo jako zakładnik. Uwolniony po dwóch miesiącach.
Po wojnie abp Romuald Jałbrzykowski mianował go wikariuszem generalnym na okręg grodzieński, w granicach Białoruskiej SRR.
Zmarł po ciężkiej chorobie 18 czerwca 1954 w Grodnie. Został pochowany w grobie rodzinnym w Rotnicy k. Druskienik.
Jego popiersie znajduje się w kościele Znalezienia Krzyża Św. w Grodnie.

## Ordery i odznaczenia
- Krzyż Kawalerski Orderu Odrodzenia Polski (10 listopada 1938)[4]
- Złoty Krzyż Zasługi (27 czerwca 1928)[5][6]